# Enterocolite necrotizzante
Per enterocolite necrotizzante (NEC), in campo medico, si intende una patologia che colpisce i neonati, la cui tipica manifestazione è la necrosi intestinale.

## Epidemiologia
L'incidenza è sostanzialmente maggiore nel caso delle nascite dei prematuri, arrivando ad un 75% dei casi. Malattie e complicanze nella nascita aumentano la possibilità di manifestazione della malattia.

## Sintomatologia
I sintomi e segni clinici comprendono letargia, acidosi metabolica, febbre alternata anche a  brividi o comunque sbalzi di temperatura.

## Eziologia
Le cause che portano a tale malattia non sono chiare: dato un episodio di precedente ischemia, necessaria per trovarsi di fronte all'enterocolite, si crede che proprio tale ischemia influenzi in qualche modo l'intestino favorendo l'agire dei batteri.

## Esami
Fra gli esami utili ai fini diagnostici della malattia il più veloce è il test sulle feci dove compaiono tracce di sangue, radiografie specifiche possono rilevare soltanto un'anomalia a livello dell'ileo dove si può sospettare l'enterocolite.

## Terapie
La prima cosa da fare quando si sospetta una NEC è interrompere la somministrazione di cibo al bambino per via della compressione dell'intestino, che deve essere allargato con una sonda apposita. In seguito utilizzare antibiotici, ma il trattamento più efficace è quello chirurgico, l'asportazione diventa necessaria soprattutto in comparsa di determinate complicanze (come la perforazione intestinale).

## Prognosi
La prognosi varia a seconda della rapidità di intervento, anche chirurgico e l'aggressività del trattamento apportato. Alto il tasso di mortalità che arriva anche al 40% dei casi.